# Janet Cooke
Janet Leslie Cooke (ur. 23 lipca 1954) – była amerykańska dziennikarka. W 1981 roku wygrała nagrodę Pulitzera za artykuł napisany dla The Washington Post. Następnie okryto jednak, że historia opisana przez nią nie była prawdziwa. Cooke zwróciła nagrodę, jako jedyna osoba, która do tej pory tego dokonała, po przyznaniu się do winy. Pulitzer został następnie przyznany Teresie Carpenter, która wcześniej przegrała z Cooke.

## Historia skandalu
W 1980 Cooke dołączyła do działu Weeklies w Washington Post zarządzanym przez Vivian Aplin-Brownlee. Cooke fałszywie twierdziła, że ma dyplom z Vassar College i tytuł magistra zdobyty na University of Toledo. Twierdziła także, że zdobyła nagrodę dziennikarską w trakcie pracy w The Blade. W rzeczywistości Cooke uczęszczała do Vassar jedynie przez rok, a w Toledo obroniła jedynie licencjat.
W artykule z 28 września 1980 zatytułowanym Jimmy's World Cooke opisała życie ośmiolatka uzależnionego od heroiny. Pisała m.in. o śladach po igłach na jego gładkiej, brązowej ręce. Historia wzbudziła wiele empatii wśród czytelników, w tym w Marion Barry, w tamtym okresie pełniącym funkcję burmistrza Waszyngtonu, D.C. Zaczęto szukać chłopca, jednak gdy go nie znaleziono, pojawiły się przypuszczenia dotyczące nieprawdziwości historii. Barry reagował na publiczne naciski, kłamiąc i twierdząc, że miasto odnalazło chłopca i poddało go leczeniu. Wkrótce później bohater Cooke został ogłoszony martwym.
Niektórzy współpracownicy Cooke wątpili w prawdziwość historii, jednak ostatecznie Washington Post bronił autorki. 13 kwietnia 1981 dziennikarka otrzymała Nagrodę Pulitzera. Dwa dni po przyznaniu nagrody, wydawca Donald E. Graham przeprowadził konferencję prasową i przyznał, że historia nie była prawdziwa. Artykuł z następnego dnia zawierał publiczne przeprosiny.